# MTV Unplugged (álbum de Hole)
MTV Unplugged es un álbum en vivo grabado por la banda estadounidense de rock alternativo Hole, el 14 de febrero de 1995, se transmitió en MTV luego del programa Courtney Love: The Hole Story este show fue grabado en Brooklyn Academy of Music en Brooklyn, New York.

## Lista de canciones
1. «Miss World»
2. «Best Sunday Dress»
3. «Softer, Softest»
4. «Drown Soda»
5. «He Hit Me (And It Felt Like a Kiss)»
6. «Asking for It»
7. «You've Got No Right»
8. «Drunk in Rio»
9. «Season of the Witch»
10. «Old Age»
11. «Hungry Like the Wolf»
12. «Doll Parts»
13. «Sugar Coma»

Notas
- La versión de «You Know You're Right» de Nirvana, fue cambiada por «You Got No Right»
- «Hungry Like the Wolf» es un cover de Duran Duran

- Datos: Q5988388